# Seznam grških maršalov
Seznam grških maršalov.

## P
- Aleksandros Papagos